# Beuren (Saargau)
Beuren ist ein Ortsbezirk der Ortsgemeinde Kirf im Landkreis Trier-Saarburg in Rheinland-Pfalz. 

## Geographie
Der Ort liegt auf einem Plateau im Quellbereich des Dilmarbachs, der südlich entlang der Siedlung der Mosel zufließt. Die Grenze zum Saarland verläuft etwa zwei Kilometer weiter südlich.
Zu Beuren gehört der südwestlich gelegene Weiler Breinsdorf, sowie die Wohnplätze Kampholzer Hof und Waldhof.
Nachbarorte sind Kirf selbst und der zweite Kirfer Ortsbezirk Meurich im Osten, die bereits zum saarländischen Perl gehörenden Ortsteile Münzingen und Sinz im Süden, die Ortsgemeinde Palzem mit ihren Ortsbezirken Kreuzweiler und Dilmar im Westen sowie der zur Ortsgemeinde Merzkirchen gehörende Ortsbezirk Dittlingen im Norden.

## Geschichte
Beuren gehörte mit Kirf zu einem kurtrierisch-lothringischen Kondominat.
Die Inbesitznahme des Linken Rheinufers durch französische Revolutionstruppen beendete die alte Ordnung. Der Ort wurde von 1798 bis 1814 Teil der Französischen Republik (bis 1804) und anschließend des Französischen Kaiserreichs, zugeordnet dem Kanton Saarburg des Arrondissements Trier im Saardepartement. Nach der Niederlage Napoleons kam Beuren 1815 aufgrund der auf dem Wiener Kongress getroffenen Vereinbarungen zum Königreich Preußen. Das Dorf wurde dem Kreis Saarburg des Regierungsbezirks Trier zugeordnet, der 1822 Teil der neu gebildeten Rheinprovinz wurde.
Als Folge des Ersten Weltkriegs war die gesamte Region dem französischen Teil der Alliierten Rheinlandbesetzung zugeordnet. Nach dem Zweiten Weltkrieg  gehörte Beuren zu den Gemeinden der französischen Besatzungszone, die im Februar 1946 an das Saarland angeschlossen wurden, im Juni 1947 aber auch zu den Orten des Landkreises Saarburg, die wieder zurück gegliedert und Teil des damals neu gebildeten Landes Rheinland-Pfalz wurden.
Am 17. März 1974 wurde die bis dahin selbstständige Gemeinde Beuren mit zu diesem Zeitpunkt 205 Einwohnern nach Kirf eingemeindet.

## Politik
Beuren ist gemäß Hauptsatzung einer von zwei Ortsbezirken der Ortsgemeinde Kirf. Der Bezirk umfasst das Gebiet der ehemaligen Gemeinde. Auf die Bildung eines Ortsbeirats wurde verzichtet. Die Interessen des Ortsbezirks werden von einem Ortsvorsteher vertreten.
Norbert Zehren wurde am 25. Mai 2011 Ortsvorsteher von Beuren. Bei der Direktwahl am 26. Mai 2019 wurde er mit einem Stimmenanteil von 84,69 % für weitere fünf Jahre in seinem Amt bestätigt. Bei der Direktwahl am 9. Juni 2024 setzte er sich mit 76,5 % gegen einen Mitbewerber durch.
Sein Vorgänger war Stefan Scheuer.

## Sehenswürdigkeiten

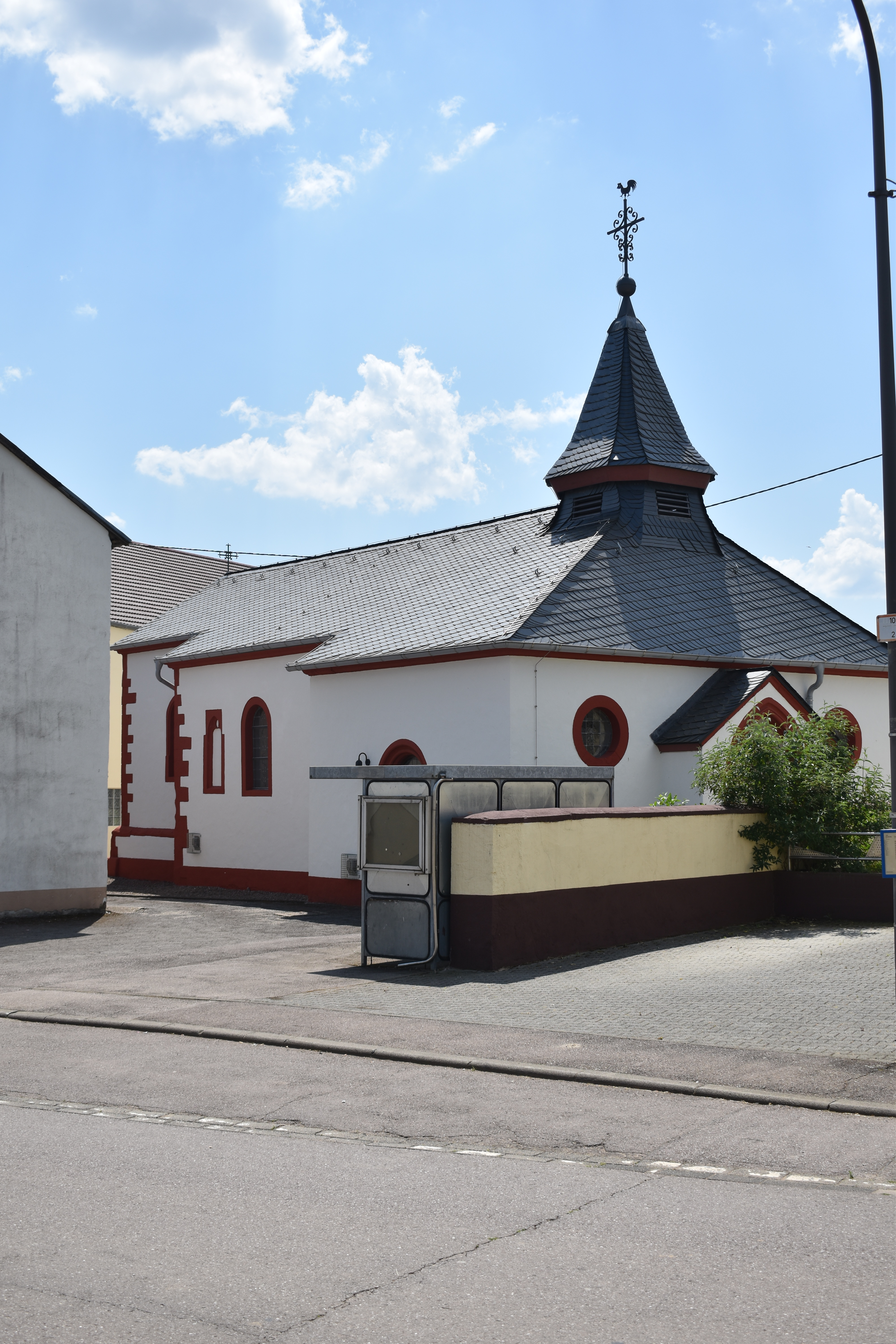
Kirche St. Apollonia und St. Lucia

In der Denkmalliste des Landes Rheinland-Pfalz (Stand: 2021) werden folgende Kulturdenkmäler genannt:
- Römisch-katholische Pfarrkirche St. Apollonia und St. Lucia, Saalbau (1756, erweitert 1927) mit gotischem Chor aus dem 14. Jahrhundert
- Parallelhof (bezeichnet 1851)
- Flurkapelle und Wegekreuz in der Gemarkung

Siehe auch: Liste der Kulturdenkmäler in Kirf.

## Wirtschaft und Infrastruktur
Beuren liegt an der Landesstraße 133.

## Persönlichkeiten
- Hermann Wedekind (1910–1998), Schauspieler, Opernsänger, Regisseur und Theaterintendant, wohnte in Beuren
- Otto Theisen (1924–2005), Jurist und Politiker (CDU), wurde in Beuren geboren